# Bình Hưng Hòa B
Bình Hưng Hòa B là một phường thuộc quận Bình Tân, Thành phố Hồ Chí Minh, Việt Nam.

## Địa lý
Phường Bình Hưng Hòa B nằm ở phía bắc quận Bình Tân, có vị trí địa lý:
- Phía đông giáp các phường Bình Hưng Hòa và Bình Hưng Hòa A
- Phía tây giáp huyện Bình Chánh
- Phía nam giáp phường Bình Trị Đông A
- Phía bắc giáp huyện Hóc Môn.

Phường có diện tích 7,33 km², dân số năm 2021 là 98.773 người,  mật độ dân số đạt 13.475 người/km².

## Lịch sử
Phường Bình Hưng Hòa B được thành lập vào ngày 5 tháng 11 năm 2003 trên cơ sở 752,47 ha diện tích tự nhiên và 21.870 người của xã Bình Hưng Hòa cũ thuộc huyện Bình Chánh.